# Kepler-25 c
Kepler-25 b (KOI 244.01, KOI-244 c, KIC 4349452 c, GSC 03124-01264 c, TYC 3124-1264-1 c, 2MASS J19063321+3929164 c) — крайняя из двух экзопланет у звезды Kepler-25 в созвездии Лебедя.
Экзопланета представляет собой планету нагретую до 960 Кельвина. Радиус Kepler-25 b равен четырём с половиною земным радиусам. Она обращается на расстоянии 0,110 а. е. от звезды, совершая полный оборот почти за тринадцать суток.

## Родная звезда
Kepler-25 — звезда 10 величины, которая была открыта с помощью орбитальной обсерватории Hipparcos в ходе проекта Tycho. Официальное открытие звезды было совершено 1997 году в рамках публикации каталога Tycho. Наименование звезды в этом каталоге — TYC 3124-1264-1. В настоящий момент более распространено наименование Kepler-25, данное командой исследователей, работающих с телескопом Kepler.
Kepler-25 немного крупнее и массивнее Солнца: её масса и радиус эквивалентны 1,22 и 1,36 солнечным соответственно. Температура поверхности звезды составляет приблизительно 6190 кельвинов.

## Статьи
- Jason H. Steffen et all. Transit Timing Observations from Kepler: III. Confirmation of 4 Multiple Planet Systems by a Fourier-Domain Study of Anti-correlated Transit Timing Variations (англ.). — 2012. — arXiv:1201.5412v1.
- William D. Cochran et all. Kepler 18-b, c, and d: A System Of Three Planets Confirmed by Transit Timing Variations, Lightcurve Validation, Spitzer Photometry and Radial Velocity Measurements (англ.). — 2011. — arXiv:1110.0820v1.
- William J. Borucki. Characteristics of planetary candidates observed by Kepler, II: Analysis of the first four months of data (англ.). — 2011. — arXiv:1102.0541v2.
- Stephen R. Kane, Dawn M. Gelino. Decoupling Phase Variations in Multi-Planet Systems (англ.) // The Astrophysical Journal. — IOP Publishing, 2012. — arXiv:1211.6747v1.
- Montet B., Johnson J. DModel-Independent Stellar and Planetary Masses from Multi-Transiting Exoplanetary Systems (недоступная ссылка — история) (англ.). — 2012. — arXiv:1211.4028v1.

## Каталоги
- Kepler-25 с (англ.). exoplanets.org. Архивировано 2 сентября 2013 года.
- Kepler-25 с (англ.). Open Exoplanet Catalogue. Архивировано из оригинала 2 сентября 2013 года.
- Kepler-25 с (англ.) (недоступная ссылка — история). Ames Research Center.
- Kepler-25 с (англ.). NASA Exoplanet Archive. Архивировано 2 сентября 2013 года.
- Kepler-25 с (англ.). SIMBAD. Архивировано 2 сентября 2013 года.